# وایلدوود (نیوجرسی)
وایلدوود (به انگلیسی: Wildwood) شهری در ایالت نیوجرسی کشور ایالات متحده آمریکا است که جمعیت آن در سرشماری سال ۲۰۱۰ میلادی، ۵٬۳۲۵ نفر بوده‌است.